# Комуналь д’Андорра-ла-Велья
Комуналь д’Андорра-ла-Велья (кат. Estadi Comunal d'Andorra la Vella) — футбольный стадион, располагающийся в городе Андорра-ла-Велья, столице Андорры. Стадион находится в Пиренейских горах и в 2013 году он был включён Daily Mail в список красивейших футбольных полей. Принадлежит Футбольной федерации Андорры. На стадионе проводятся матчи Примера Дивизио, а также матчи андоррских команд в еврокубках и молодёжной сборной Андорры до 21 года. До открытия «Эстади Насьональ» в 2014 году «Комуналь д'Андорра-ла-Велья» являлся домашним стадионом для национальной сборной Андорры. Часто, из-за малой вместимости стадиона игры сборной переносились на стадионы города Барселона в Испании.

## Структура стадиона
«Комуналь» имеет одну трибуну, которая накрыта крышей. Напротив трибуны располагается табло и рекламные щиты на каменной стене. Вместимость стадиона — 1299 человек (второй по вместимости стадион в Андорре). На стадионе также есть шестиполосные беговые дорожки и сектор для занятий лёгкой атлетикой.
Стадион «Комуналь» неоднократно подвергался критике представителей футбольных ассоциаций (в том числе и игроков национальной сборной) за очень маленькие размеры поля и за качество газона, на котором часто встречались кочки и проплешины. Тренировавший в своё время сборную Украины Йожеф Сабо заявлял, что на таком поле проводить матчи международного уровня просто нельзя. Тем не менее, стадион формально соответствует стандартам УЕФА.